# Isomerida apiratinga
Isomerida apiratinga là một loài bọ cánh cứng trong họ Cerambycidae.